# Bistum Caxito
Das Bistum Caxito (lat.: Dioecesis Caxitonsis) ist eine in Angola gelegene römisch-katholische Diözese mit Sitz in Caxito. Es umfasst die Gemeinden in der Provinz Bengo: Caxito, Ambros, Bula Atumba, Dande, Dembos, Nambuangongo, Pango-Aluquém, Cacuaco und Kikolo.

## Geschichte
Papst Benedikt XVI. gründete es am 6. Juni 2007 aus Gebietsabtretungen des Erzbistums Luanda, dem es auch als Suffragandiözese unterstellt wurde. 

## Bischöfe von Caxito
- António Francisco Jaca SVD, 2007–2018, dann Bischof von Benguela
- Maurício Agostinho Camuto CSSp, seit 2020